# Le Pin (Gard)
Le Pin (okzitanisch: Lo Pin) ist eine französische Gemeinde mit 473 Einwohnern (Stand: 1. Januar 2022) im Département Gard in der Region Okzitanien (vor 2016: Languedoc-Roussillon); sie gehört zum Arrondissement Nîmes und zum Kanton Bagnols-sur-Cèze. Die Einwohner werden Pinois genannt. 

## Geografie
Le Pin liegt etwa 32 Kilometer nordnordöstlich von Nîmes und etwa 21 Kilometer westsüdwestlich von Orange. Umgeben wird Le Pin von den Nachbargemeinden Cavillargues im Norden und Nordwesten, Saint-Pons-la-Calm im Osten und Nordosten, La Capelle-et-Masmolène im Süden sowie Pougnadoresse im Westen.
Hier wird Wein für die Appellation Côtes du Rhône produziert.

## Bevölkerungsentwicklung
| Jahr                      | 1962 | 1968 | 1975 | 1982 | 1990 | 1999 | 2006 | 2013 |
| Einwohner                 | 164  | 150  | 140  | 173  | 256  | 290  | 325  | 382  |
| Quelle: Cassini und INSEE |      |      |      |      |      |      |      |      |

## Sehenswürdigkeiten
- Kirche